# Maxime Médard
Maxime Médard (Tolosa, 16 novembre 1986) è un rugbista a 15 francese, estremo o tre quarti ala del Tolosa.

## Biografia
Médard crebbe rugbisticamente nel Blagnac SCR, club dell'omonima cittadina dell'Alta Garonna dove giocarono anche il padre e lo zio. Nel 2000, a 14 anni, entrò nelle giovanili del Tolosa, prestigiosa formazione della sua città natale. Esordì in prima squadra, a soli 18 anni e tre giorni, nella sfida di Top 16 contro il Castres del novembre 2004, dove segnò una meta al primo pallone toccato. Nella stessa annata fece parte della rosa che vinse l'Heineken Cup, competizione in cui debuttò nel quarto di finale contro Northampton entrando dalla panchina. La stagione successiva firmò il suo primo contratto professionistico con il club. Raggiunse l'affermazione definitiva nell'annata 2007-2008, dove, complici numerosi infortuni nella linea arretrata della squadra tolosana, giocò 25 partite come titolare disputando la sua prima finale di Heineken Cup (persa contro Munster) e vincendo il suo primo titolo di campione di Francia. A fine anno fu nominato miglior rivelazione del Top 14, oltre ad essere inserito nella formazione ideale del torneo nel ruolo di estremo. Fu selezionato nella miglior squadra della competizione anche al termine del Top 14 2008-2009, dove il Tolosa arrivò fino alla finale. La stagione seguente conquistò la sua seconda Heineken Cup, questa volta giocando tutte le partite. Vinse, nel 2010-2011 e nel 2011-2012, due campionati francesi consecutivi; mentre nel primo il suo contributo fu determinante in quanto risultò il miglior marcatore di mete del torneo, nel secondo scese in campo solo sei volte a causa di un infortunio al ginocchio subito in nazionale. Nelle annate successive, caratterizzate da un lungo digiuno da titoli, rimase un giocatore di riferimento nel club, nonostante il cambio di guida tecnica con l'addio di Guy Novès nel 2015. Dopo quattro anni della gestione di Ugo Mola, il Tolosa riuscì finalmente ad interrompere il periodo privo di successi conquistando il Top 14 2018-2019, quarta affermazione come campione francese per Médard.
A livello internazionale, Médard fu spesso presente nelle selezioni giovanili francesi: nel 2004 fu finalista (segnando anche una meta) alla Coppa del Mondo Under-19 in Sudafrica, mentre nel 2006 vinse il mondiale under-21 in Francia. Nel novembre 2008, fu convocato per la prima volta nella Francia da parte del commissario tecnico Marc Lièvremont. Esordì nel primo test-match della sessione autunnale contro l'Argentina, prendendo poi parte poi a tutti i successivi incontri con i Pacific Islanders, dove segnò la sua prima meta internazionale, e con l'Australia. L'anno seguente disputò da titolare tutte le gare del Sei Nazioni 2009, marcando un totale di tre mete. Durante l'estate, fu chiamato nella squadra selezionata per la tournée australe di giugno, dove, nella prima partita contro la Nuova Zelanda mise a segno una meta di intercetto al 70º minuto che permise alla Francia di ottenere la prima vittoria in terra neozelandese dal 1994. Dopo essere sceso in campo in tutte le amichevoli di fine stagione, dovette aspettare esattamente un anno prima di tornare in nazionale in occasione dell'incontro con le Figi del novembre 2010. Nel 2011 disputò la sua seconda edizione del Sei Nazioni, mancando solo la terza giornata in cui les Bleus giocarono contro l'Inghilterra. Le sue prestazioni nella doppia amichevole di agosto con l'Irlanda convinsero Lièvremont a chiamarlo nella squadra francese per la Coppa del Mondo di rugby 2011. Nel corso del torneo iridato, Médard scese in campo in tutte le sfide, tra cui la finale persa contro gli All Blacks. La nuova gestione di Philippe Saint-André lo vide fin da subito protagonista in quanto fu titolare nelle prime due gare del Sei Nazioni 2012; un grave infortunio subito nel corso della partita con la Scozia lo tenne, tuttavia, fuori per tutto il resto della stagione internazionale. Tornò in nazionale in occasione delle ultime due giornate del Sei Nazioni 2013 e, nel corso dell'annata, giocò lo stesso numero di partite sia nel tour di giugno che nella sessione di test-matches novembrina. Il numero di incontri disputati in nazionale scese ulteriormente nella stagione 2014, dove dopo tre presenze nel Sei Nazioni, fu in campo solo altre due volte fino a fine anno. Nel 2015 non fu mai chiamato nella selezione francese, mancando così anche la Coppa del Mondo di rugby 2015. La nomina a commissario tecnico di Guy Novès, l'allenatore che lo aveva lanciato a Tolosa, vide un suo ritorno immediato nei Bleus per il Sei Nazioni 2016. L'esperienza fu, però, breve in quanto la seconda partita con l'Argentina del tour dell'estate 2016 fu l'ultima per due anni. Fu, infatti, nel giugno 2018 che Médard rivestì la maglia della nazionale francese sotto la nuova guida di Jacques Brunel, raggiungendo inoltre il traguardo della cinquantesima presenza internazionale nella terza sfida agli All Blacks. Dopo aver figurato anche nei tests di novembre, saltò un solo incontro del successivo Sei Nazioni 2019. Selezionato in estate nella squadra francese allargata per preparare la Coppa del Mondo di rugby 2019, scese in campo in tutti gli incontri amichevoli ottenendo la chiamata nei convocati definitivi per il mondiale. Nel corso della sua seconda partecipazione ad una Coppa del Mondo, mancò una sola delle sfide che portarono la Francia fino alla sconfitta ai quarti di finale per mano del Galles.

## Palmarès
- Campionati francesi: 5
Tolosa: 2007-08, 2010-11, 2011-12, 2018-19, 2020-2021
- Heineken Cup: 3
Tolosa: 2004-05, 2009-10, 2020-21